# HPA-axeln
Stressaxeln eller HPA-axeln är en konventionell beteckning på ett system av hormonkörtlar och dess hormoner som i normalfallet utgör kroppens svar på stressorer, människans flykt- och kamprespons. Stressaxelns körtlar är hypotalamus, hypofysen och binjurebarken, vilka på engelska heter hypothalamus, pituitary gland och adrenal gland, vilket gett stressaxeln namnet HPA-axeln, ett namn som också används på svenska.
De hormonfrisättande hormoner och hormoner som ingår i stressaxeln är vasopressin, kortikotropinfrisättande hormon, adrenokortikotropiskt hormon och kortisol. Ibland inräknas också adrenalin och noradrenalin.

## Stressaxelns hormoner
De hormoner som bildas av stressaxeln är:
- Hypotalamus - neuroendokrina stressresponser som utgörs framför allt av de hormoner som utsöndras från körtelns paraventrikulära kärna, vasopressin och kortikotropinfrisättande hormon. Hypotalamus producerar framför allt hormonfrisättande hormoner, vilka även reglerar delar av endokrina systemet som normalt inte innefattas i begreppet stressaxeln.
- Hypofysen - i synnerhet de av adenohypofysens hormoner som frisätts som svar på vasopressin och kortikotropinfrisättande hormon, nämligen adrenokortikotropiskt hormon.
- Binjurebarken - kortisol frisätts som respons på adrenokortikotropiskt hormon, vilket i sin tur genom en negativ återkopplingscykel hämmar produktionen av hormonen i hypotalamus så att det inte blir för höga nivåer av hormonet.
- Binjuremärgen: Stresshormonerna adrenalin och noradrenalin insöndras härifrån.

Alla dessa hormonkörtlar bildar flera andra hormoner, vilka de facto kan reagera på stress. Normalt räknas dock inte dessa hormoner till stressaxeln eftersom det då inte är fråga om systemet i HPA-axeln. Sjukdomar, medfödda endokrina svagheter, kronisk stress med mera kan leda till andra stressresponser, enligt stress - sårbarhetsmodellen.